# George Odger
George Odger (1813–1877) foi um líder operário e um dos pioneiros do sindicalismo britânico, o primeiro presidente da Primeira Internacional. Sapateiro, foi cartista na juventude e mais tarde liderou o Conselho Sindicalista de Londres. Foi um dos fundadores da Associação Internacional dos Trabalhadores e seu presidente até 1867. Desligou-se da Internacional após os eventos da Comuna de Paris.